# La Petite Sirène
Pour les articles homonymes, voir La Petite Sirène (homonymie).
La Petite Sirène (en danois : Den lille havfrue), parfois appelé La Petite Ondine, est un conte de Hans Christian Andersen paru le 7 avril 1837.

## Résumé

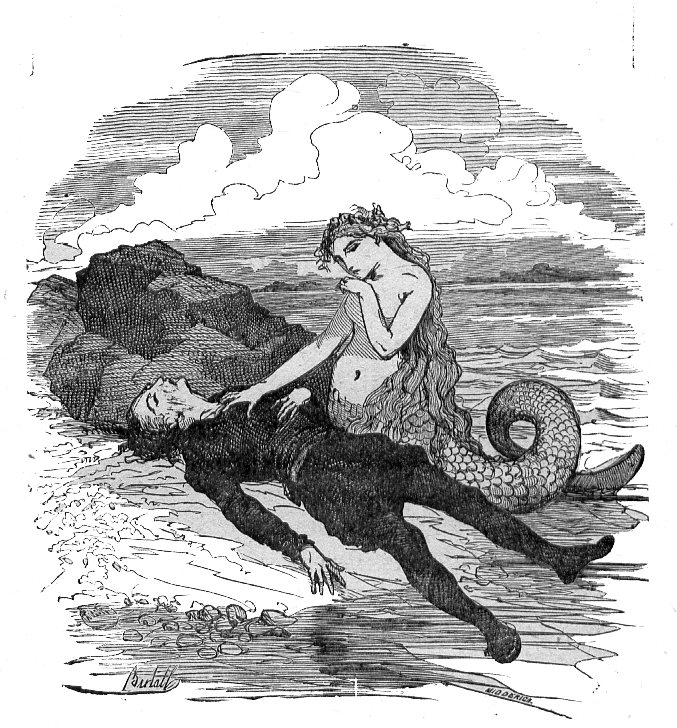
La Petite Sirène, illustration de Bertall.

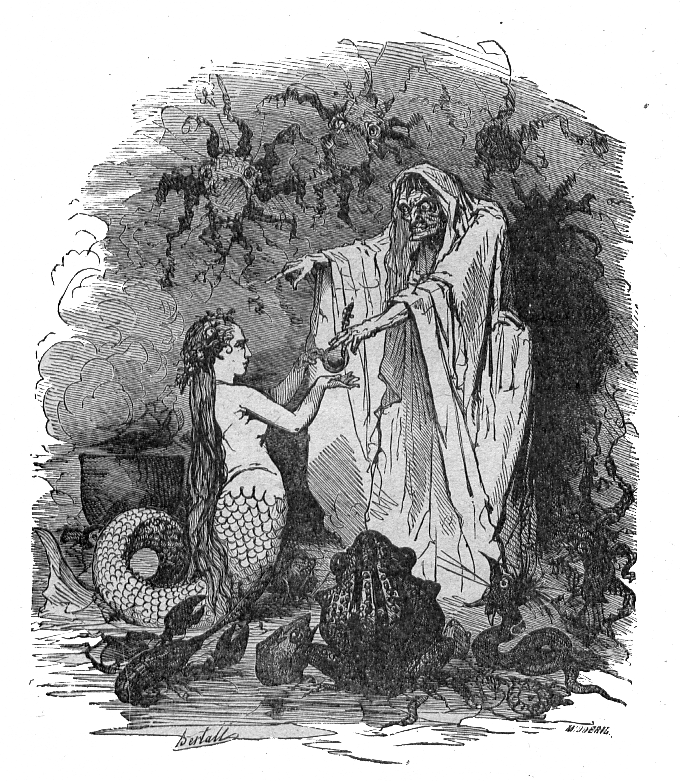
Autre illustration de Bertall.

La petite sirène vivait sous la mer auprès de son père, le roi de la mer, de sa grand-mère et de ses cinq sœurs. Lorsqu’une sirène atteignait l’âge de quinze ans, elle était autorisée à nager jusqu’à la surface pour contempler le monde extérieur.
Lorsque la petite sirène eut un peu moins de quinze ans, sa grand-mère l'autorisa à se rendre à la surface de la mer. Elle y aperçut un navire à bord duquel se trouvait un beau prince de son âge. Une tempête se déclencha, le navire chavira et le prince tomba à l’eau. La petite sirène le sauva en le ramenant, inconscient, au rivage. Une jeune femme surgit à ce moment et la sirène s’éclipsa. Le prince, à son réveil, aperçut la jeune femme et pensa que cette dernière l’avait sauvé.
Surprise d’avoir découvert que les hommes mouraient très vite, la petite sirène questionna sa grand-mère. Celle-ci lui apprit que les hommes vivaient bien moins longtemps que les sirènes mais qu’ils avaient une âme éternelle. La petite sirène voulut, elle aussi, avoir une âme éternelle. « Pour cela, lui dit sa grand-mère, tu dois te faire aimer et épouser d’un homme. »
Résolue à séduire le prince, la petite sirène alla trouver la sorcière des mers. Celle-ci lui remit un philtre qui transformerait sa queue de poisson en jambes d’être humain. Pour prix de ce service, la sorcière exigea de la sirène sa voix magnifique et elle lui coupa la langue. « Si tu échouais et que le prince en épousait une autre, dit la sorcière, à l’aube de ce mariage, ton cœur se briserait et tu ne serais plus qu’écume sur la mer. »
La petite sirène nagea jusqu’à la côte. Assise sur la grève, elle but le breuvage. Éprouvant une terrible douleur, comme si elle avait été transpercée par la lame d’une épée, elle s’évanouit.
À son réveil, le prince se tenait devant elle, il la prit par la main et la conduisit au palais. À chaque pas, comme la sorcière l’en avait avertie, il lui sembla marcher sur des couteaux aiguisés. Le prince, jour après jour, s’attachait à la petite sirène, mais il ne pouvait oublier la jeune fille qui, croyait-il, l’avait sauvé et qu’il n’avait plus revue depuis ce moment.
Un jour, le prince fut contraint par ses parents d’épouser une princesse. Il déclara à la petite sirène qu’il préférerait l’épouser mais qu'il se devait d’aller rencontrer sa promise. Là, il découvrit que la princesse était la jeune fille du couvent qui l’avait trouvé sur le rivage. Le prince en tomba instantanément amoureux et annonça leur mariage.
Sur le navire du retour, alors que le prince s’enivrait de l’amour de la princesse, la petite sirène, en proie au plus grand désespoir, contemplait la nuit. Elle guettait à l’orient la lueur rose de l’aube qui signifierait sa mort. Soudain, la petite sirène aperçut ses sœurs à la surface de la mer. « Si tu frappais au cœur le prince avec ce couteau, lui dirent-elles, tu redeviendrais sirène et pourrais vivre avec nous. » Mais la petite sirène ne put se résoudre à tuer le prince : elle se jeta dans la mer mais au lieu de se transformer en écume, elle rejoignit les « filles de l’air » pour sa bonne action.

## Commentaire
Andersen est fortement inspiré par un conte précédent, Ondine, publié en 1811 par l'écrivain allemand Friedrich de La Motte-Fouqué, dans lequel le thème de la quête d'une âme par une ondine est déjà présent. Andersen modifie substantiellement la fin, avec un ton plus triste et plus émancipateur,.

Dans ses Mémoires, Edward Collin écrit : « Je me trouvais dans l’impossibilité de répondre à cet amour, ce qui fit beaucoup souffrir Andersen. » Homosexuel refoulé et aux allures féminines, l’auteur aurait fait de ce conte une métaphore pour exprimer son amour non réciproque pour Collin, le fils de son bienfaiteur,,. François Flahault rejette cette interprétation et voit la morale de fin comme un renoncement à l'amour impossible et interdit pour gagner le Paradis chrétien ; néanmoins, ledit philosophe est moins convaincu d'une homosexualité cachée : 

« Andersen avait tendance à s’enticher de personnes d’un milieu social favorisé, que ce soit des femmes ou des hommes. Il s’est beaucoup intéressé à la sœur de ce jeune Collin, aussi. Ce genre d’intrigues [les amours impossibles] était dans l’air à l’époque romantique […]. Il avait certainement des côtés homosexuels, mais il était surtout un peu asexué [sic] ce brave Andersen et n’avait jamais touché ni homme, ni femme. »

## Adaptations

### Opéra
- 1909 – La Petite Sirène, ballet danois de Fini Henriques (musique) et Hans Beck (chorégraphie).

### Comédie musicale
- 2007 – La Petite Sirène, comédie musicale issue du film d’animation Disney
- 2022 – La Petite Sirène, la comédie musicale, écrite et mise en scène par Julian Moreau. Troupe The Musical Production, Paris[7],[8].

### Cinéma
- 1968 – La Petite Sirène (en) (Русалочка), film soviétique de Ivan Aksenchuk, produit par Soiouzmoultfilm ;
- 1975 – La Petite Sirène (アンデルセン童話 にんぎょ姫?), film d'animation japonais de Tomoharu Katsumata (en), produit par Toei Animation ;
- 1976 – La Petite Sirène (Malá morská víla), film tchécoslovaque de Karel Kachyňa ;
- 1976 – La Petite Sirène (Русалочка), film soviétique de Vladimir Bytchko ;
- 1980 – La Petite Sirène, film français de Roger Andrieux, lointainement inspiré du conte ;
- 1989 – La Petite Sirène de John Musker et Ron Clements, film américain des studios Disney en dessin animé ;
- 2009 – Ponyo sur la falaise de Hayao Miyazaki, libre interprétation du conte ;
- 2018 – La Petite Sirène de Blake Harris, film américain avec William Moseley et Poppy Drayton ;
- 2023 – La Petite Sirène de Rob Marshall, film américain des studios Disney en vues réelles.

### Télévision
- 1991 – Le Prince et la Sirène (en), série télévisée d'animation franco-japonaise ;
- 2010–2011 – Un épisode de la série d'animation Simsala Grimm[9].
- 2013 – La Petite Sirène (téléfilm d’après la série Six en une fois (Sechs auf einen Streich) ou Les Contes de Grimm.

### Ballet
- 2017 – La Petite Sirène, ballet en deux actes de Jan Kodet, musique de Zbyněk Matějů.

### Littérature
- Claire Carabas (réécriture du conte), Ce que murmure la mer, Magic Mirror, coll. « Enchanted », 2017
- Sylvain Johnson, Les Contes interdits : La Petite Sirène, éditions Contre-Dires, coll. « Les Contes interdits », 2021 (ISBN 9782849336403)

### Fiction radiophonique
- 2024 – L'Histoire de la petite sirène, adaptation de Pierre Senges[10].

### Attractions
- Dans le parc d'attractions Efteling, la Petite Sirène vit dans le Bois des Contes.

### Hommage
- La Petite Sirène, statue emblématique de Copenhague.